# کارآگاه (فیلم ۲۰۰۷ انگلیسی)
کاراگاه (انگلیسی: Sleuth) یک فیلم معمایی به کارگردانی کنت برانا است که در سال ۲۰۰۷ منتشر شد. از بازیگران آن می‌توان به مایکل کین، جود لا و هارولد پینتر اشاره کرد. این فیلم داستان دو مرد بسیار زیرک انگلیسی است که وارد بازی های خطرناک نیرنگ و حیله شده اند. 